# 大悲寺 (匈牙利)
大悲寺，是匈牙利托尔瑙州希蒙托尔尼奥的一座越南佛教寺院。该佛寺是获得匈牙利政府公认的首座越南寺庙，由越匈关系基金会主席潘碧善及其丈夫拉兹洛·图罗奇资助建设。

## 图册

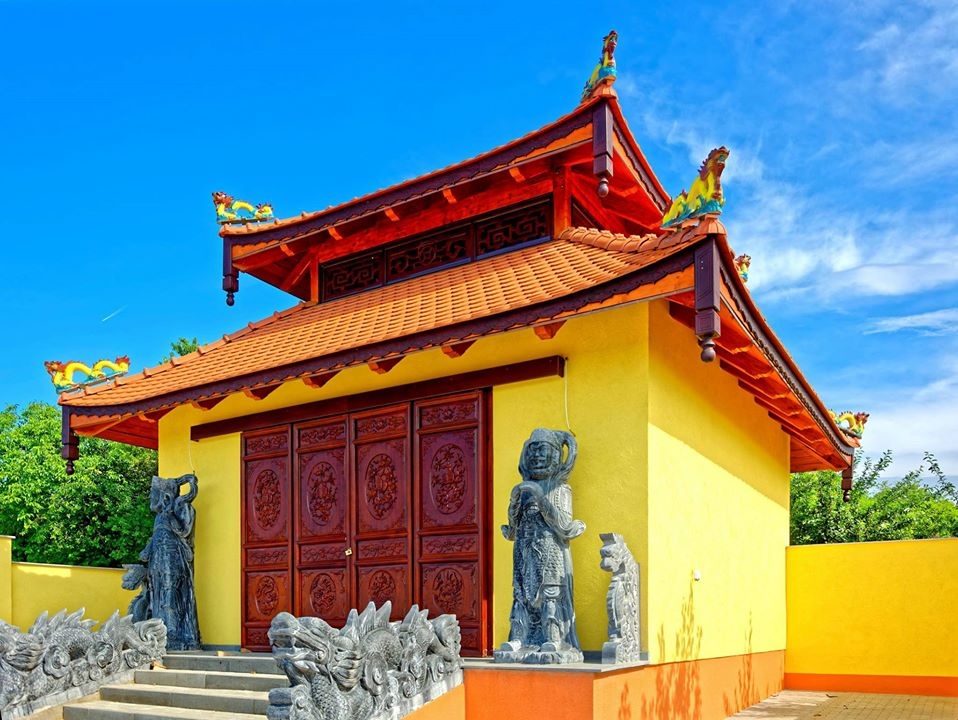
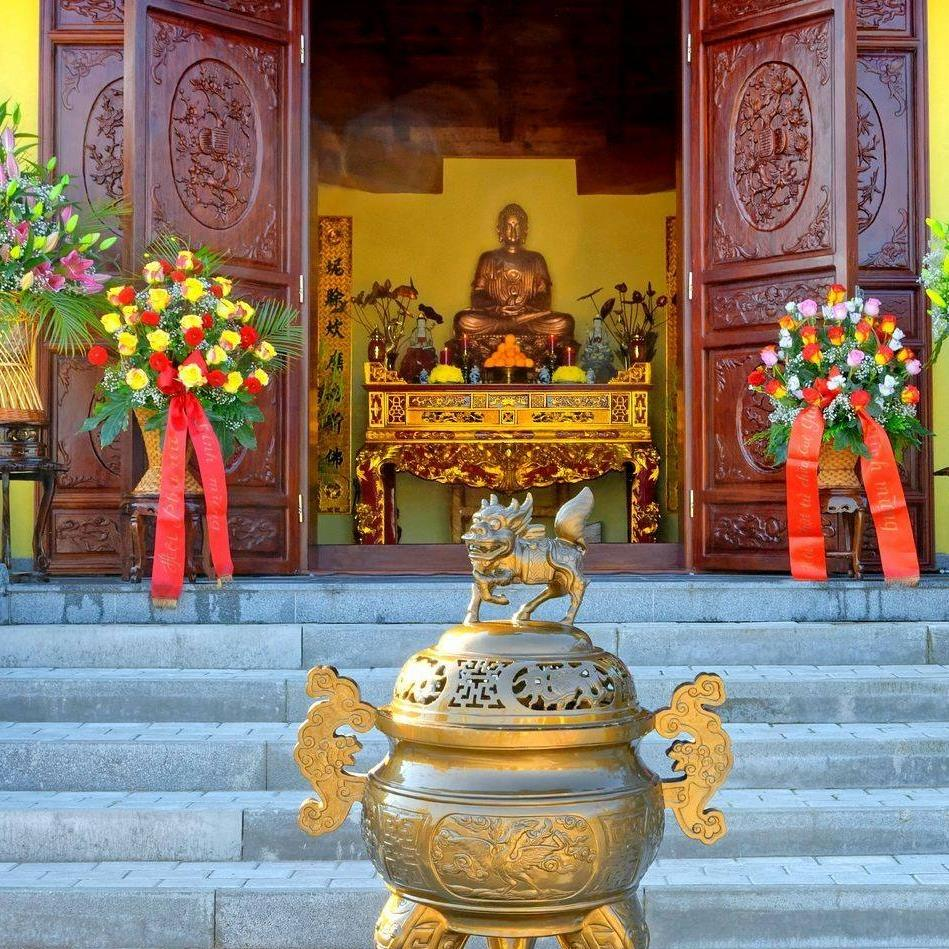
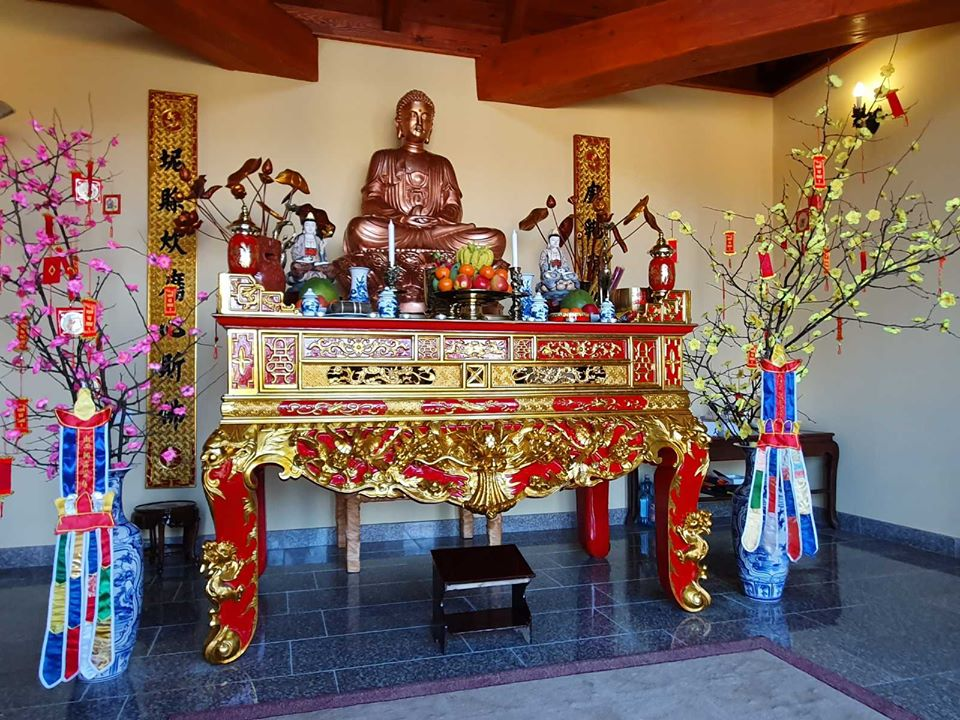
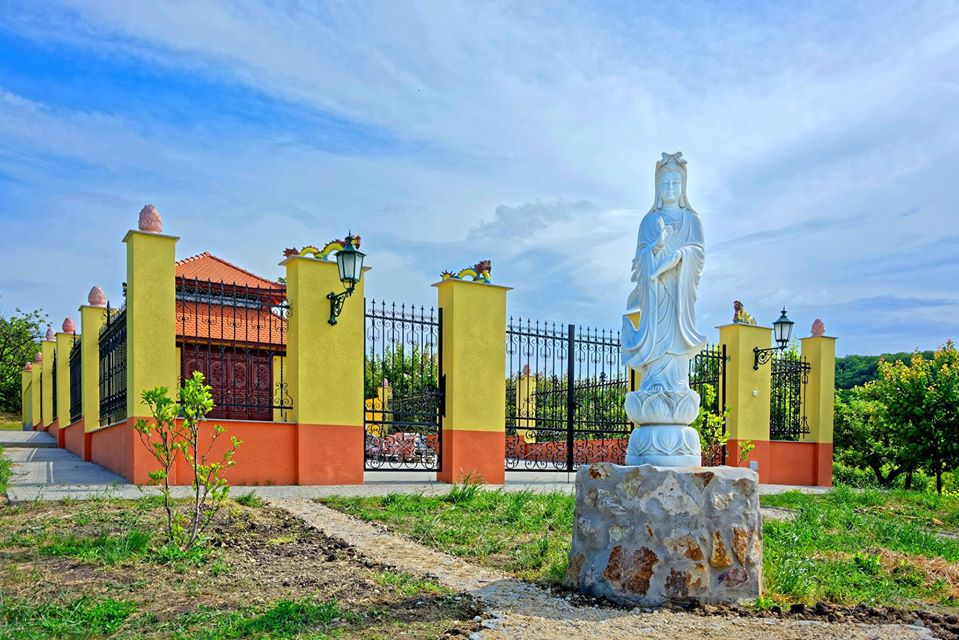